# 豊原功補
豊原 功補（、1965年〈昭和40年〉9月25日 - ）は、日本の俳優・演出家・ミュージシャンである。Headrock Inc.所属。東京都新宿区出身。身長179センチメートル、血液型はA型。

## 経歴
明治大学付属中野高等学校（定時制）卒業。16歳で芸能界デビュー。
阪本順治監督の『亡国のイージス』や『カメレオン』などに出演。アミューズに所属していたが、2001年9月1日に独立している。2007年、『受験のシンデレラ』で第5回モナコ国際映画祭の最優秀主演男優賞を受賞する。2012年、映画『トテチータ・チキチータ』で主演を務めた。
2017年、芝居噺『名人長二』で初めて舞台の企画・脚本・演出・主演を務める。
2018年、小泉今日子との交際で注目を集めた。

## 人物
多趣味な人物（公表しているだけでもボクシング、カーレース、ソロキャンプ、バスケットボール、フライフィッシング、ダイビング、ロックバンド）として知られている。愛猫家である（2024年時点での飼い猫はキイトと名付けたロシアンブルー種）。
『ゴジラvsキングギドラ』（1991年）で共演した中川安奈は、豊原について思いついた大胆なアドリブを平気で入れられる面白い人物だと評している。

## 出演

### 映画
- パソコンウォーズISAMI（1982年） - キクオ 役
- パンツの穴（1984年） - 谷田部 役
- そろばんずく（1986年） - 吉川 役
- 名門!多古西応援団（1987年） - 左京元 役
- スケバン刑事 風間三姉妹の逆襲（1988年） - 坂東京助 役
- ゴジラシリーズ
  - ゴジラvsビオランテ（1989年） - スーパーXIIオペレーター[3][4]（雨沢修） 役
  - ゴジラvsキングギドラ（1991年） - 寺沢健一郎 役[3][4]
- さらば愛しのやくざ（1990年） - 田所真佐男 役
- ミスター・ベースボール（1992年）
- 姐 極道を愛した女・桐子（1993年） - 勇 役
- 修羅場の人間学（1994年）
- マークスの山（1995年） - 若い頃の林原 役
- WiLd LIFe（1997年） - 主演・酒井宏樹 役
- イノセントワールド（1998年） - 高森 役
- ニンゲン合格（1999年）
- 極道の妻たち リベンジ（2000年） - 神原浩一 役
- 白い犬とワルツを（2001年） - 朴秀一 役
- 突入せよ! あさま山荘事件（2002年） - 内田第二機動隊長 役
- Seventh Anniversary（2003年） - 取立て屋兄貴分 役
- 天使の牙B.T.A.（2003年） - 最守康夫 役
- 半落ち（2003年） - 栗田 役
- 運命人間（2004年） - 田宮 役
- 69 sixty nine（2004年） - 山崎先生 役
- 丹下左膳 百万両の壺（2004年） - 用心棒 役
- 心中エレジー（2005年）
- ヒナゴン（2005年） - 片山市長 役
- 劇場版　ナニワ金融道　灰原勝負!　起死回生のおとしまえ!!（2005年） - 扇田市郎太 役
- 亡国のイージス（2005年） - 杉浦丈司 役
- イントゥ・ザ・サン（2005年） - 不動明王 役
- 青いうた〜のど自慢 青春編〜（2006年） - 桜井 役
- バックダンサーズ!（2006年） - 滝川 役
- コワイ女 カタカタ（2006年） - 田崎晃 役
- 調布空港（2006年） - 山村一郎 役
- 0からの風（2007年） - 茂木晋 役
- サッド ヴァケイション（2007年） - 川島 役
- ヒートアイランド（2007年） - 黒木 役
- 受験のシンデレラ（2008年3月） - 主演・五十嵐（カリスマ受験講師）役※モナコ国際映画祭最優秀主演男優賞受賞
- カメレオン（2008年6月）
- 闇の子供たち（2008年8月） - 清水哲夫（新聞社員） 役
- 南極料理人（2009年8月） - 福田（ドクター） 役
- 引き出しの中のラブレター（2009年10月）
- 座頭市 THE LAST（2010年5月） - 用心棒 千 役
- おかえり、はやぶさ（2012年3月） - 山田教授 役
- トテチータ・チキチータ（2012年4月） - 主演・一徳 役
- CMタイム（2012年） - 三上 役（広告代理店社員）
- 東京闇虫 パートI・パートII（2013年9月28日） - 浅村 役
- バイロケーション 表 / 裏（2014年1月18日・2月1日公開） - 飯塚誠 役
- 寄生獣/寄生獣（完結編）　(2014年11月29日・2015年4月25日) - 山岸役
- 東京闇虫 パンドラ（2015年4月4日） - 浅村 役
- 新宿スワン - 山城神 役
  - 新宿スワン（2015年5月30日）
  - 新宿スワンII（2017年1月21日）
- 種まく旅人 くにうみの郷（2015年5月30日）
- ストレイヤーズ・クロニクル（2015年6月27日） - 井坂 役
- HiGH&LOW - 西郷 役
  - HiGH&LOW THE MOVIE（2016年）
  - HiGH&LOW THE MOVIE 2 / END OF SKY（2017年）
  - HiGH&LOW THE MOVIE 3 / FINAL MISSION（2017年）
- たたら侍（2017年5月20日） - 平次郎 役
- 日本大学芸術学部映画学科 卒業制作「ふっかつのじゅもん」（2018年）[11]
- ただ悪より救いたまえ　（2020年） - コレエダ役
- ヤクザと家族 The Family （2021年1月29日） - 加藤雅敏 役
- とんび（2022年4月8日）- 編集長 役[12][13]
- さかなのこ（2022年9月1日） - 歯科医 役[14]
- 福田村事件（2023年9月1日） - 田向龍一(村長) 役[15]
- キリエのうた（2023年10月13日） - イッコの元恋人 役[16]
- 若武者（2024年5月25日） - 修二郎 役[17][18]
- 朽ちないサクラ（2024年6月21日） - 梶山浩介 役[19]
- 若き見知らぬ者たち（2024年10月11日） - 風間亮介 役[20][21]
- ぶぶ漬けどうどす（2025年6月6日） - 上田太郎 役[22]

### 映画製作
- ソワレ（2020年8月28日全国公開） - プロデューサー・新世界合同会社第一作

### 舞台
- THE GONG（1995年）
- ラブ・レターズ（1999年）
- シェイクスピアソナタ（2007年）
- 表裏源内蛙合戦（2008年）
- エンロン（2012年） - W主演　アンディ・ファストウ 役
- 効率学のススメ（2013年4月） - 主演　ケン・ローマックス 役
- シダの群れ 第三弾 港の女歌手編（2013年11月/東京　12月/大阪・福岡） - 清水 役
- 死と乙女（2015年3月） - ジェラルド 役
- シブヤから遠く離れて（2016年12月） - フナキ 役
- 明後日「青空は後悔の証し」（2022年）- ミキオ 役[23]
- 峠の我が家（2024年）[24]
- エノケン（2025年） - 菊谷榮 役[25]

### 舞台企画・演出
- 芝居噺『名人長二』（2017年5月、紀伊國屋ホール） - 主演、企画・脚本・演出も担当 [9]
- またここか （2018年9月、DDD青山クロスシアター）演出
- 芝居噺弍席目『後家安とその妹』（2019年5月、紀伊国屋ホール）- 企画・脚本・演出・出演

### テレビドラマ
- 天まであがれ! 第15話（1982年、日本テレビ） - 石野研吉 役
  - 天まであがれ!2 第6話（1982年、日本テレビ）
- 大河ドラマ（NHK）
  - 徳川家康（1983年） - 井伊直政 役
  - 平清盛（2012年） - 平忠正 役
- だから青春 泣き虫甲子園（1983年、NHK） - 本郷健太郎 役
- 特捜最前線（テレビ朝日 / 東映）
  - 第344話「幻の父・幻の子!」（1983年） - 妹尾克彦 役
  - 第435話 「特命課・吉野刑事の殉職!」（1985年）
- 昨日、悲別で （1984年、札幌テレビ放送） - 小坂敬介 役
- 桃尻娘（1986年2月27日、フジテレビ） - 大西唯史 役
- 帰って来た桃尻娘（1986年8月28日、フジテレビ） - 大西唯史 役
- このこ誰の子? 第10話 「名古屋の出来事」（1986年10月 - 1987年3月、大映テレビ・フジテレビ） - 洋介 役
- 月曜ドラマランド 有閑倶楽部（1986年11月10日、フジテレビ） - 松竹梅魅録 役
- 妻の知らない夫の顔（1986年12月17日、TBS）
- あまえないでョ!（1987年1月15日‐1987年3月26日、フジテレビ） - 村上征志 役
- はぐれ刑事純情派 第1シリーズ（1988年8月17日、テレビ朝日 / 東映）第20話「父親の愛に飢える娘たち」 - 内海明 役
- さかなでバーのクリスマス（1989年12月24日）
- さすらい刑事旅情編II第15話 「美人局サギ金融！消えた一億円」（1990年、テレビ朝日）
- 世にも奇妙な物語（フジテレビ）
  - 「目覚まし時計」（1991年） - 工藤順一
  - 「箱の中」（1992年）
  - 「出られない」（1994年）
- 金曜ドラマシアター 主婦たちのざけんなヨIII・OLでナゼ悪い!?（1992年10月16日、フジテレビ）
- 日曜劇場 / 除雪車より愛をこめて（1993年、北海道放送）
- 魅せられて（1994年、東海テレビ） - 達也 役
- 金曜エンタテイメント
  - 帰ってきたOL三人旅3 「小樽湯けむり初恋旅情殺人事件」（1994年、フジテレビ） - 良介 役
  - 松本清張スペシャル・黒い樹海（2005年10月21日、フジテレビ） - 吉井貴志 役
- 妹よ（1994年10月 - 12月、フジテレビ） - 三浦真司 役
- 月曜ドラマスペシャル 松本清張特別企画・証明（1994年11月、TBS） - 久野 役
- 僕らに愛を!（1995年4月 - 6月、フジテレビ） - 藤岡徹 役
- 新婚なり!（1995年7月 - 9月、TBS） - 小宮元 役
- リスキー・ゲーム（1996年1月 - 3月、TBS） - 斎藤卓也 役
- ロングバケーション（1996年、フジテレビ） - 杉崎哲也 役
- グッドラック（1996年7月 - 9月、日本テレビ） - 高原俊輔 役
- ガラスの靴 a Cinderella Story（1997年4月 - 6月、日本テレビ） - 望月悦也 役
- 青の時代（1998年7月 - 9月、TBS） - 寺島辰雄 役
- 奇跡の人（1998年10月 - 12月、読売テレビ） - 上条幸一 役
- ハッピー 愛と感動の物語（1999年4月 - 6月、テレビ東京） - 湊昇 役
  - ハッピー 2（2000年7月 - 9月、テレビ東京） - 湊昇 役
- 別れる2人の事件簿（2000年4月 - 6月、テレビ朝日） - 黒木邦彦 役
- 億万長者と結婚する方法（2000年7月 - 9月、日本テレビ）
- 編集王第8話（2000年11月28日、フジテレビ） - 富樫勇一郎 役
- カバチタレ!第6話・第7話（2001年1月 - 3月、フジテレビ） - 福原卓巳 役
- 土曜ワイド劇場 殺人銀行（2001年、テレビ朝日）
- 火曜サスペンス劇場 取調室14 「血の海に震える指」（2001年、日本テレビ） - 甘田竜次 役
- ランチの女王 第5話 - 第7話（2002年7月 - 9月、フジテレビ） - 江木 役
- ダムド・ファイル シーズンI file No.0003 カラオケボックス 千種町（2003年、名古屋テレビ） - 平野 役
- 東京ラブ・シネマ（2003年4月 - 6月、フジテレビ） - 溝口敬一郎 役
- ひと夏のパパへ 第7話（2003年8月13日、TBS）
- 恋する日曜日 セカンドシリーズ第9話 「バージン・ロード」（2005年5月29日、BS-i） - 布袋安紀彦 役
- 松本清張 黒革の手帖スペシャル〜白い闇（2005年7月2日、テレビ朝日） - 尾関清一 役
- 電車男（2005年7月 - 9月、フジテレビ） - 桜井和哉 役
- 時効警察（2006年1月 - 3月、テレビ朝日） - 十文字疾風 役
- 生物彗星WoO（2006年、NHK-BShi） - 秋田譲二 役
- 電車男DX 最後の聖戦（2006年、フジテレビ） - 桜井和哉 役
- のだめカンタービレ（2006年、フジテレビ） - 江藤耕造 役
- もう一度地下鉄に乗って第3話 （2006年10月28日、テレビ朝日） - 早坂道広 役
- ドラマW（WOWOW）
  - 神様からひと言（2006年12月24日） - 光沢 役
  - CO 移植コーディネーター（2011年3月 - 4月） - 榎本省吾 役
  - レディ・ジョーカー（2013年3月 - 4月） - 半田修平 役
  - 悪貨 （2014年11月-12月） - 日笠警部役
  - 連続ドラマW 死の臓器（2015年7月 - 8月） - 白井守 役
- 金曜ナイトドラマ「帰ってきた時効警察」（2007年4月 - 6月、テレビ朝日） - 十文字疾風 役
- 女帝（2007年7月 - 9月、朝日放送・テレビ朝日） - 大沢謙吾 役
- 海峡（2007年12月、NHK） - 伊藤久信 役
- 警視庁捜査一課9係 Season 3（2008年、テレビ朝日） - 浅輪和樹 役
- ロト6で3億2千万円当てた男（2008年、朝日放送・テレビ朝日）
- 土曜ドラマ
  - 監査法人（2008年6月 - 7月、NHK名古屋） - 小野寺直人 役
  - 鉄の骨（2010年7月、NHK名古屋） - 遠藤安男 役
  - 七つの会議（2013年7月 - 8月、NHK） - 佐野健一郎 役
- イノセント・ラヴ（2008年10月 - 12月、フジテレビ） - 池田次郎 役
- ニュース速報は流れた（2009年11月 - 2010年4月、フジテレビNEXT） - 向井徹 役
- 悪い男 第4話（2010年6月、韓国SBS） - リュ先生 役
- 逃亡弁護士（2010年7月 - 9月、関西テレビ） - 連光寺巧 役
- ドラマSP 遺恨あり 明治十三年 最後の仇討（2011年2月26日、テレビ朝日） - 臼井亘理 役
- 新選組血風録（2011年4月 - 6月、NHK BSプレミアム） - 芹沢鴨 役
- よる★ドラ ビターシュガー（2011年10月 - 12月、NHK） - 三宅拓巳 役
- NHKスペシャル 未解決事件 file.02 オウム真理教（2012年5月26・27日、NHK） - 矢吹啓吾 役
- NTTドコモ 20周年スペシャルドラマ 夢の扉 特別編「20年後の君へ」（2012年7月1日） - 小野直彦 役
- NHKドラマ ラジオ（2013年3月26日、NHK） - 海坂善行 役
- 潜入探偵トカゲ 第6話 - 最終話（2013年4月 - 6月、TBS） - 茂手木圭太 役（特別出演）
- NHK BSプレミアム 大島渚の帰る家〜妻・小山明子との53年〜（2013年10月6日、NHK BS） - 主演 大島渚 役
- SHARK〜2nd Season〜（2014年4月20日 - 7月13日、日本テレビ） - 松雪久 役
- NHK BS時代劇 神谷玄次郎捕物控第5話 - 最終話（2014年4月 - 5月、NHK BS） - 鶴木右膳 役
- 木曜時代劇 吉原裏同心 第11話（2014年9月、NHK） - 中林与五郎 役
- おそろし〜三島屋変調百物語 第1話・5話（2014年8月 - 9月、NHK BS） - 松田屋藤兵衛 / 藤吉 役
- フジテレビNEXTsmartオリジナルドラマ FLASHBACK（2014年12月 - 2015年2月、フジテレビNEXT） - 古澤尊史 役
- NHK BSプレミアムだから荒野 第2話（2015年1月 - 3月、NHK BS） - 宮内繁 役
- マザー・ゲーム〜彼女たちの階級〜（2015年4月 - 6月、TBS） - 小田寺隆吾（謎の男） 役
- ちゃんぽん食べたか（2015年5月30日 - 8月1日、NHK） - 安川衛 役
- 玉音放送を作った男たち（2015年8月1日、NHK BSプレミアム） - 久富達夫 役
- HiGH&LOW SEASON2 第9話・最終話（2016年6月19日・26日、日本テレビ） - 西郷刑事 役
- ドラえもん、母になる〜大山のぶ代物語〜（2015年12月13日、NHK BSプレミアム） - 砂川啓介 役[26]
- 鴨川食堂 第5話（2016年2月7日、NHK BSプレミアム） - 横峯克彦 役
- 東京センチメンタル 第11話（2016年4月2日、テレビ東京） - 桂崎啓介 役
- 遺産相続弁護士 柿崎真一（2016年7月7日 - 9月22日、読売テレビ・日本テレビ） - 河原井正 役 [27]
- Chef〜三ツ星の給食〜（2016年10月 - 12月、フジテレビ） - 奥寺健司 役
- 深夜食堂-Tokyo Stories-5話「たまご豆腐」（2016年10月21日 、Netflix） - 大神
- 愛を乞うひと（2017年1月11日、読売テレビ・日本テレビ） - 和知三郎
- 浅田次郎 プリズンホテル 第1話（2017年10月7日、BSジャパン） - 矢野政男
- 重要参考人探偵（2017年10月 - 12月、テレビ朝日） - 登一学
- 許さないという暴力について考えろ（2017年12月26日、NHK総合）
- イノセンス 冤罪弁護士 第5話（2019年2月16日、日本テレビ） - 高松洋介
- 時効警察・復活スペシャル（2019年9月29日、テレビ朝日） - 十文字疾風
  - 時効警察はじめました（2019年10月11日 - 12月6日、テレビ朝日） [28]
- BG〜身辺警護人〜 第3話（2020年7月2日、テレビ朝日） - 道岡三郎
- TOKYO VICE（2022年4月7日 - 6月12日 、HBO Max・WOWOW）- 莫[29]
- NHKスペシャル「未解決事件 File09　松本清張と帝銀事件」（2022年12月29日、NHK）[30]

### 音楽
- バンド KOZMIC BLUE・作詞 / 作曲 / G' / Vo'
- 1998「サンフランシスカンの憂鬱（アルバム）」
- 1998「星空（シングル）」

### WEBドラマ
- 会社は学校じゃねぇんだよ（2018年4月） - 沢辺進
- ガンニバル シーズン2（2025年3月19日 - 4月23日） - 後藤金次[31]

### Vシネマ
- 闇金の帝王・銀と金 シリーズ 1-5（1993 - 1996年） - 森田鉄雄
- 新・第三の極道12 裏盃よ永遠に…（2000年） - 室田組若頭 黒部五郎
- 倒産回避請負人 裁きの銀（2002年） - 沖野
- 実録・九州やくざ抗争史 LB熊本刑務所 vol.3 侠友よ（2002年） - 真竜会若頭補佐 川上秀志
- 実録・ヤクザの戦場 侠の終章（2002年）※友情出演

### 短編
- 点描のしくみ Queen of Hearts 予告編（2012年11月） - 宇崎

### ゲーム
- ロストオデッセイ（2007年、Xbox 360） - ヤンセン・フリート

### ナレーション
- スポーツ大陸 メダリストとして挑む 〜やり投げ 村上幸史〜（2010年6月5日、NHK BS1）
- ノンフィクションW 大都市NY奇蹟の50日間〜NBA選手ジェレミー・リン〜（2012年6月29日、WOWOW）
- 徹底取材！ジョーダンを継ぐNBA最強の男たち（2012年11月23日、WOWOW）
- 勝利へのセオリー新春スペシャル データバレー・リアルタイム革命（2013年1月3日、NHK BS1）
- ハートネットTV シリーズ貧困拡大社会（2013年8月6日、NHK Eテレ）
- NHKスペシャル "新富裕層" vs 国家 〜富をめぐる攻防〜[32]（2013年8月18日、NHK）
- 映画「FLYING BODIES a Hiroyuki Nakano Nonfiction Film」（2013年11月公開）
- Audible「続・大人の流儀」（2017年2月配信）
- Audible「劇場」（2018年1月配信）

### スポーツ解説
- NBAカンファレンスファイナル決勝 セルティックス VS ヒート（WOWOW）
- シカゴ・ブルズ VS ニューヨーク・ニックス（WOWOW）
- ロサンゼルス・レイカーズ vs オクラホマシティ・サンダー（WOWOW）

### バラエティ
- にっぽん清流ワンダフル紀行 長野県千曲川 (2006年6月、NHK-BS)
- 大河ドラマ「平清盛」とっておき紀行（2012年1月、NHK）
- 交響組曲 平清盛コンサート (2012年10月、NHK広島・NHK） - トーク・朗読ゲスト
- 瀬戸内海清盛500キロクルーズ（2012年9月、NHK-BS・2012年10月、NHK）
- ろーかる直送便 平清盛日宋貿易にかけた夢（2012年10月、NHK）
- アナザースカイ (2014年3月、NTV） - オーストラリア/シドニー
- コントの劇場 〜The Actors' Comedy〜（2014年7月、NHK BSプレミアム）

### CM
- メットライフ生命保険
- 花王 オーウ （ナレーション）
- キリン 円熟 （ナレーション）
- ホンダ レジェンド 「美しき存在」篇 （ナレーション）

### 携帯配信ドラマ
- Sweet Room <ROOM SERVICE>（2009年10月 - 、BeeTV) - (ホテルマン)高原 役
- 30ハケン女が就職する方法（2010年2月 - 、BeeTV） - 龍崎 役